# M/S Rio de Janeiro (1957)
M/S Rio de Janeiro var ett lastfartyg i Johnsonkoncernen byggd 1957 på Lindholmens varv i Göteborg.

## Historik
Efter det andra världskriget blev trampfarten olönsam och rederierna gick över till linjefart. Rederi AB Nordstjernan startade en linje mellan Sverige och Sydamerika.
M/S Rio de Janeiro var det första fartyget i en serie sydamerikanska fartyg som Rederi AB Nordstjernan byggde. Därefter byggdes systerfartygen M/S Bahia Blanca, M/S Brasilia, M/S Buenos Aires, M/S Montevideo, M/S Rosario och M/S Santos.
Fartyget förlängdes 1969 vid Eriksbergs Mekaniska Verkstad med en särskild avdelning för containers. Längden ökade till 173,5 m och deplacementet till 12000 ton.
Den 29 april 1970 utbröt brand i maskinrummet under resa mellan Balboa och Buenaventura. Branden kunde släckas, men en besättningsman fick svåra brännskador. I slutet av 1980 såldes M/S Rio de Janeiro och bogserades till Barcelona för upphuggning.